# Efekt Bohra

Krzywa saturacji hemoglobiny w zależności od warunków. Na zielono krzywa w warunkach prawidłowych

Efekt Bohra – zjawisko występujące w fizjologii, polegające na zmniejszaniu powinowactwa hemoglobiny do tlenu w warunkach obniżonego pH (wzrost stężenia jonów wodorowych, H+). Powoduje to, że tlen jest łatwiej oddawany przez hemoglobinę (dysocjacja tlenu). Ułatwia to oddawanie tlenu w tkankach. Przeciwnie podwyższenie pH zwiększa zdolność wiązania tlenu przez hemoglobinę i utrudnia oddawanie go w tkankach. W procesie tym bierze udział H2CO3, który pod wpływem anhydrazy węglanowej rozkłada się do jonu wodorowęglanowego oraz kationu wodoru. Krzywa wysycenia hemoglobiny tlenem ma kształt sigmoidalny.

## 2,3-DPG (2,3-difosfoglicerynian)
2,3-DPG wpływa na zdolność wiązania i uwalniania tlenu przez hemoglobinę, warunkując strukturę przestrzenną jej łańcuchów polipeptydowych w formie luźnej (R) – ułatwiającej utlenowanie hemoglobiny oraz w formie ciasnej (T) – sprzyjającej dysocjacji oksyhemoglobiny. 2,3-dwufosfoglicerynian powstaje jako produkt pośredni beztlenowej glikolizy z aldehydu 3-fosfoglicerolowego przy udziale mutazy dwufosfoglicerynianowej w cyklu Embdena-Meyerhofa, zwanym także cyklem Rapaporta-Lueberinga. Cykl ten ma praktyczne znaczenie w erytrocytach, gdzie powstający dwufosfoglicerynian łączy się bezpośrednio z hemoglobiną stabilizując jej formę T.
Nasilenie przemian beztlenowych, m.in. podczas wysiłku prowadzi do wzrostu stężenia 2,3-dwufosfoglicerynianu w erytrocytach. Podobnie jest w stanach hipoksji tkanek w niedokrwistościach hemolitycznych wywoływanych czynnikami toksycznymi, pasożytniczymi, niedoborowymi oraz niewydolnością nerek.

Wzrost stężenia 2,3-DPG prowadzi do przemian w strukturach hemoglobiny ułatwiających uwalnianie tlenu w tkankach.